# Marcey-les-Grèves
Marcey-les-Grèves is een gemeente in het Franse departement Manche (regio Normandië). De plaats maakt deel uit van het arrondissement Avranches. Marcey-les-Grèves telde op 1 januari 2022 1.286 inwoners.

## Geografie
De oppervlakte van Marcey-les-Grèves bedroeg op 1 januari 2022 6,73 vierkante kilometer; de bevolkingsdichtheid was toen 191,1 inwoners per km².

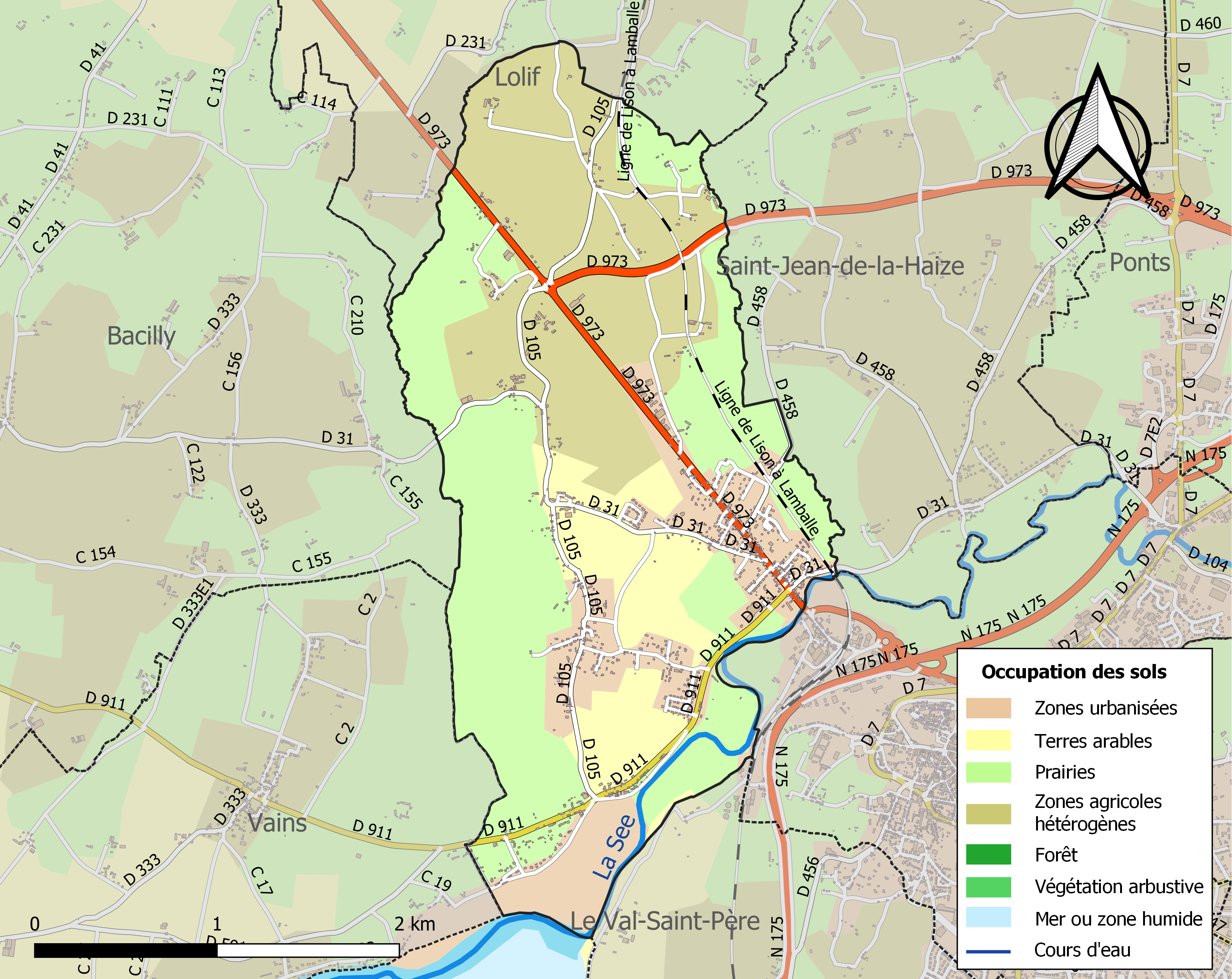
Kaart van de gemeente met de belangrijkste infrastructuur, bodemgebruik en omliggende gemeenten

## Demografie
Onderstaande figuur toont het verloop van het inwonertal (bron: INSEE-tellingen).